# Mirek Switalski
Miroslaw „Mirek” Switalski (ur. 20 marca 1952) – meksykański strzelec specjalizujący się w skeecie, olimpijczyk.
Wystąpił na Letnich Igrzyskach Olimpijskich 1976, na których pojawił się w jednej konkurencji. Zajął 41. miejsce w skeecie (startowało 68 strzelców).
Switalski był czwartym zawodnikiem Igrzysk Panamerykańskich 1975, a w zawodach drużynowych stanął na trzecim stopniu podium.
Switalski jest dwukrotnym medalistą Igrzysk Ameryki Środkowej i Karaibów, oba medale wywalczył drużynowo. Był wicemistrzem w 1970 roku w Panamie i w 1974 roku w Santo Domingo. Indywidualnie uplasował się także na drugiej pozycji podczas Mistrzostw Ameryki 1973 (195 punktów).
Zajmował się także fotografią.

## Wyniki olimpijskie
| Igrzyska | Konkurencja | Wynik       | Miejsce | Źródło |
| -------- | ----------- | ----------- | ------- | ------ |
| IO 1976  | Skeet       | 187 punktów | 41T     | [ 4 ]  |